# مايك ماكفي
مايك ماكفي هو لاعب هوكي الجليد كندي، ولد في 14 يوليو 1960 في سيدني ‏ في كندا.

## وصلات خارجية
- مايك ماكفي على موقع دوري الهوكي الوطني (الإنجليزية)
- مايك ماكفي على موقع EliteProspects.com (الإنجليزية)
- مايك ماكفي على موقع HockeyDB.com (الإنجليزية)
- مايك ماكفي على موقع Hockey-Reference.com (الإنجليزية)